# راینبرگ
شهر راینبرگ (به آلمانی: Rheinberg) در ایالت نوردراین-وستفالن در کشور آلمان واقع شده‌است.